# Movimiento 23 de Septiembre
El Movimiento 23 de Septiembre fue un grupo insurgente de México, integrado por estudiantes y campesinos de los estados de Chihuahua y Sonora, impactados por el Asalto al cuartel Madera el 23 de septiembre de 1965.
Estuvo integrado por Predo Uranga Rohuana, Saúl Ornelas y Jacobo Gámiz, hérmano de Arturo Gámiz García, además de dos mujeres Martha y Margarita. Este grupo fue desarticulado a principios de 1967.
Otros destacados integrantes fueron los hermanos Jesús Manuel y Elazar Gámez Rascón. A petición de Óscar González Uguiarte, Jesús Manuél buscó crear lazos con otras organziaciones. Ello dio como resultado la alianza con sectores del Movimiento de Acción Revolucionaria (MAR, cuyos fundadores recibieron entrenamiento político y militar en Corea del Norte) y la construcción del MAR-23. Esta organización fue una de las creadoras de la Liga Comunista 23 de Septiembre. 
Jesús Manuel Gámez Rascón ("Julio") fue el segundo líder de la Liga, pero tuvo diferencias con Ignacio Salas Obregón ("Oseas") sobre los métodos de se debían seguir para alcanzar el truinfo revolucionanario. Lo más probable es que Jesús Manuel haya sido víctima de un "ajusticiamiento" interno y hoy en día permanece en calidad de desaparecido.    